# 宮崎県立高鍋高等学校
宮崎県立高鍋高等学校（みやざきけんりつ たかなべこうとうがっこう）は、宮崎県児湯郡高鍋町大字北高鍋に所在する公立高等学校。

## 設置学科
- 普通科
- 探究科学科
- 生活文化科

## 沿革
- 1912年 - 高鍋町立高鍋実科高等女学校開校
- 1923年 - 財団法人高鍋中学校開校
- 1929年 - 高鍋町立高鍋実科高等女学校を県に移管し高鍋高等女学校となる
- 1934年 - 高鍋中学校が組合立となる
- 1943年 - 組合立高鍋中学校を県に移管
- 1948年 - 学制改革により県立高鍋中学校・県立高鍋高等女学校・県立高鍋農業学校を統合し宮崎県立高鍋高等学校となる
- 1953年 - 農業科が宮崎県立高鍋農業高等学校として分離
- 1953年 - 商業科設置
- 1955年 - 都農校舎が宮崎県立都農高等学校として独立
- 1966年 - 商業科募集停止
- 1995年 - 家政科を生活情報科に改称
- 2017年 - 生活情報科を生活文化科に改称
- 2021年 - 都農高校を再統合

## 部活動

### 野球部
1954年（昭和29年）に夏の甲子園に県勢初出場を果たし、以降夏6回、春の選抜に4回の計10回出場、春はベスト8、夏はベスト4まで勝ち進んだことがある。近年は松坂世代に当たる矢野修平（元広島カープ）を擁した1998年（平成10年）春以来、出場はない。練習場所として、高鍋町営野球場を使用している。

### ラグビー部
花園に計18回出場。モットーとする「ランニングラグビー」で、第61回全国高等学校ラグビーフットボール大会ではベスト4まで進んだことがある。この10年間で8回、県代表となった。

## 著名な卒業生
- 今井美樹 - 歌手
- 上條勝久 - 元参議院議員（自由民主党）、元建設大学校長
- 小嶋崇嗣 - 新富町長
- 黒木敏之 - 高鍋町長
- 長友英資 - 元東京証券取引所常務取締役兼最高自主規制責任者、三菱商事監査役、ENアソシエイツ代表
- 谷山尚義 - 元集英社社長
- 黒木弘重 - 元プロ野球選手
- 岩岡保宏 - 元プロ野球選手
- 黒木貞男 - 元プロ野球選手
- 黒木基康 - 元プロ野球選手
- 緒方勝 - 元プロ野球選手
- 清俊彦 - 元プロ野球選手
- 牧憲二郎 - 元プロ野球選手（南海ホークス - 阪急ブレーブス）
- 渡部司 - 元プロ野球選手
- 池田親興 - 元プロ野球選手
- 日高博之 - 宮崎県議会議員、元日向市議会議員、元プロ野球選手（読売ジャイアンツ）
- 矢野修平 - 元プロ野球選手（広島東洋カープ）
- 甲斐雅人 - 元プロ野球選手（広島東洋カープ）
- 坂口裕之 - 元社会人野球選手、バルセロナオリンピック野球日本代表、NHK高校野球解説者
- 高山秀則 - 元競艇選手
- 押川國秋 - 小説家
- 河野扶 - 洋画家
- 香月武 - ラグビー選手、コカ・コーラレッドスパークス
- 平原大敬 - 元ラグビー選手、コカ・コーラレッドスパークス
- 甲斐尚哉 - 元ラグビー選手、NTTコミュニケーションズシャイニングアークス
- 八文字雅和 - ラグビー選手、コカ・コーラレッドスパークス
- 西村雄大 - ラグビー選手、日野自動車レッドドルフィンズ
- 西川中 - ラグビー選手、コカ・コーラレッドスパークス
- 西村龍馬 - ラグビー選手、コカ・コーラレッドスパークス
- 白栄拓也 - ラグビー選手、浦安D-Rocks